# Basílica de la Mare de Déu del Camí
La Basílica Menor de la Mare de Déu del Camí a la localitat de La Virgen del Camino, que pertany al municipi de Valverde de la Virgen, a la província de Lleó a Espanya. Està dedicada a la Mare de Déu del Camí, patrona de la regió de Lleó i de la ciutat de Pamplona, i es troba en la ruta del Camí de Sant Jaume, d'on rep el nom. L'actual basílica fou construïda entre 1957 i 1961 per l'arquitecte Francisco Coello de Portugal en substitució d'un anterior santuari que s'havia quedat petit per acollir tots els feligresos i peregrins. La construcció va ser sufragada en part gràcies al mecenes Pablo Díez, propietari del Grupo Modelo, una multinacional de cervesa de Mèxic. Està regida per l'orde dels dominics, els quals van promoure una església d'estil modern, tant en l'arquitectura com en la decoració escultòrica.

## Història
Segons compta la llegenda, el 2 de juliol de 1505 un pastor de Velilla de la Reina anomenat Alvar Simón Fernández recollia el seu ramat quan se li va aparèixer entre grans llums la Verge Maria en un indret anomenat El Humilladero, on hi havia una ermita al lloc de l'actual basílica. Aquesta ermita fou ampliada al segle xviii, donant lloc a l'anterior Santuari de la Mare de Déu del Camí.
En el segle xx va sorgir el menester d'ampliar l'edifici, que s'havia quedat petit per al culte que rebia, especialment des que el 1914 la Santa Seu anomenà la Mare de Déu del Camí patrona de la regió de Lleó. Llavors es va decidir de substituir-lo totalment, però faltaven diners per portar endavant tal projecte. Malgrat tot, aquests van arribar gàècies al mecenatge de Pablo Díez Fernández, un lleonès natural de Vegaquemada i emigrant a Mèxic, on va prosperar en els negocis. Díez Fernández fou el promotor del nou santuari, així com del conjunt format per una Casa d'Exercicis, un col·legi internat i un convent per la comunitat de frares dominics, encarregats de la rectoria del santuari. El nou santuari fou inaugurat el 5 de setembre de 1961 pel bisbe de Lleó, Luis Almarcha Hernández.
El 24 de febrer de 2009 el santuari va ser elevat a la categoria de basílica menor pel papa Benet XVI, decisió comunicada al bisbe de Lleó, Julián López Martín, i al rector del santuari, el prior Miguel Ángel del Río, pel cardenal Antonio Cañizares, prefecte de la Congregació pel Culte Diví i la Disciplina dels Sagraments.

## La Basílica

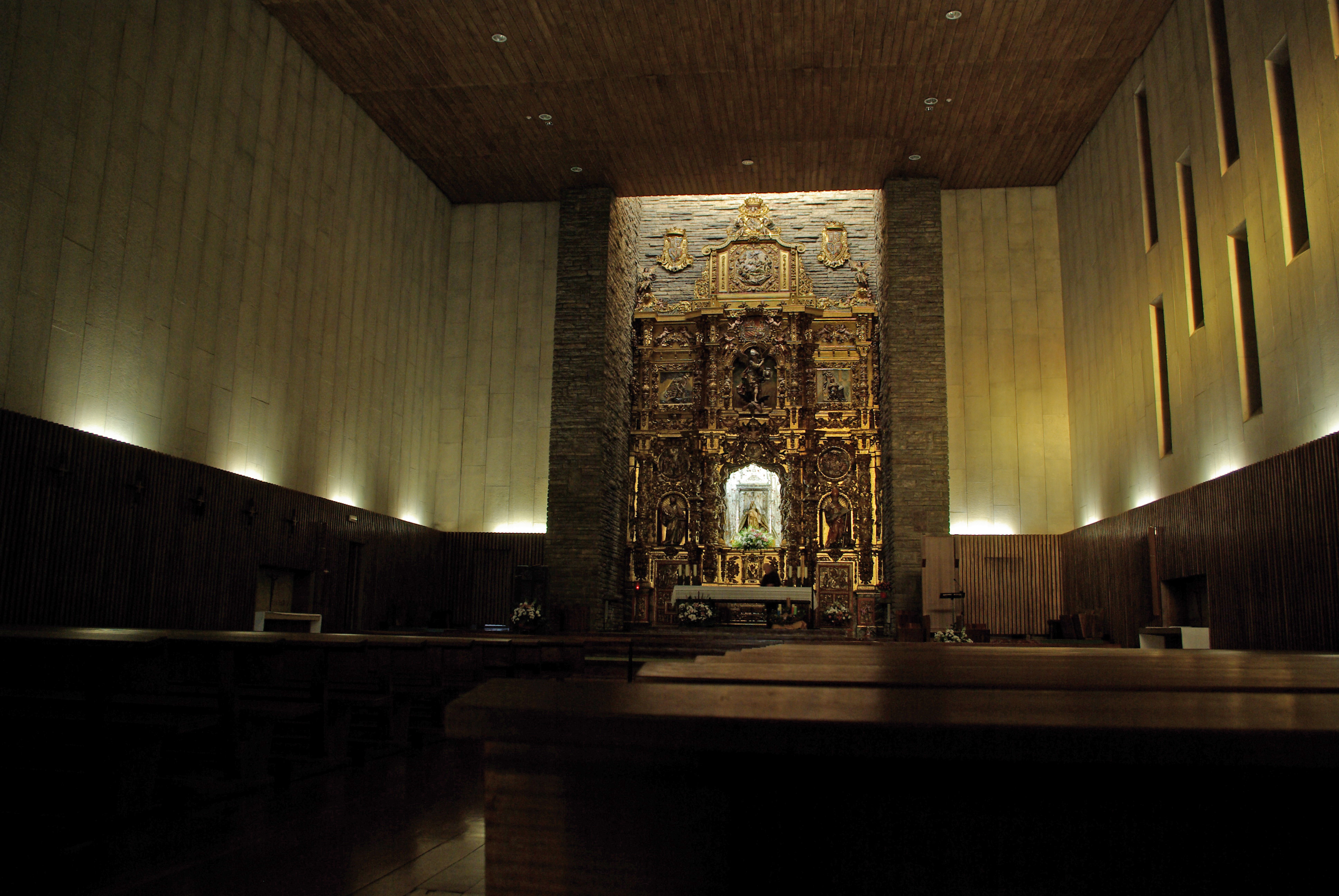
Interior de la basílica.

A final dels anys 1950 els pares dominics que regentaven el santuari van decidir construir un nou temple, pel que van enderrocar l'anterior església —que no tenia gaire valor artístic—, i van llançar un nou projecte per al qual van apostar per l'art d'avantguarda. El projecte arquitectònic fou elaborat per un frare del mateix orde, Francisco Coello de Portugal, que va dissenyar un temple d'inspiració racionalista, en la línia de les construccions de Le Corbusier. L'església és de planta basilical, d'una sola nau de 50 × 16 m, sense creuer ni obertures laterals, qu rep il·luminació únicament per un espai de forma cúbica situat damunt de l'altar, amb les parets llises i carents de qualsevol ornament. El projecte preveia un edifici sobri, auster, que seria complementat amb la decoració escultòrica, en un conjunt plenament integrat i harmònic. El campanar és a costat de l'edifici, de 50 m d'alçada, construït en formigó en un espai lateral però separat de l'edifici.

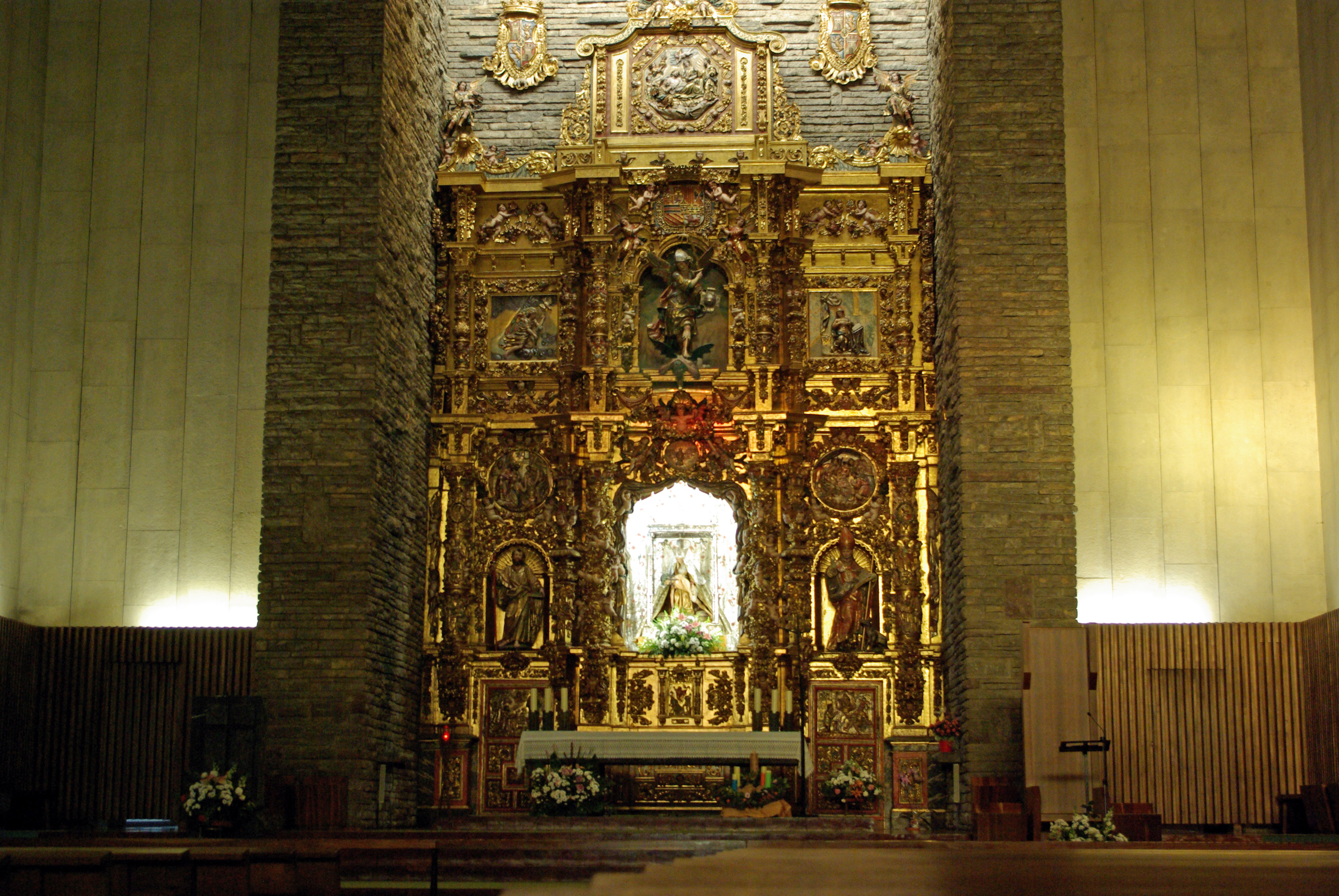
Retaule de la basílica.

La decoració escultòrica va ser a càrrec de Josep Maria Subirachs, que va realitzar la monumental façana amb les figures dels apòstols, així com quatre portes, un altar a l'esplanada exterior i diversos elements de l'interior, com el sagrari, crucifixs, canelobres, ambons, llànties i la pila baptismal. Els vitralls de l'exterior són fets per Albert Ràfols Casamada, mentre que els de l'interior (cambrí de la Mare de Déu i sala d'Exvots) van ser a càrrec del dominic Domingo Iturgáiz.
A l'interior destaca el retaule major, que va pertànyer a l'església anterior, realitzat a començament del segle xviii pels germans Pedro i Antonio de Valladolid, en estil barroc. Està presidit per la Mare de Déu del Camí, flanquejada de Sant Jaume i Sant Froilà, i per damunt d'aquesta Sant Miquel i escenes de l'Anunciació. La talla de la Mare de Déu és de la primeria del segle xvi, potser obra de Roberto Herrera o Juan Alonso. Es tracta d'una talla de fusta de noguera, de 85 cm d'alçada, 79 d'amplada i 44 de profunditat, on apareix la imatge de la Mare de Déu que sosté sobre els genolls el cos jacent de Jesús. En la peanya de la imatge apareix una inscripció del Llibre de les Lamentacions (Lam 1,12): O vos omnes qui transitis per viam, attendite et videte si est dolor sicut dolor meus («Oh vosaltres, que passeu junt al camí, ateneu i vegeu si hi ha dolor semblant al meu»).

### Escultures de Subirachs

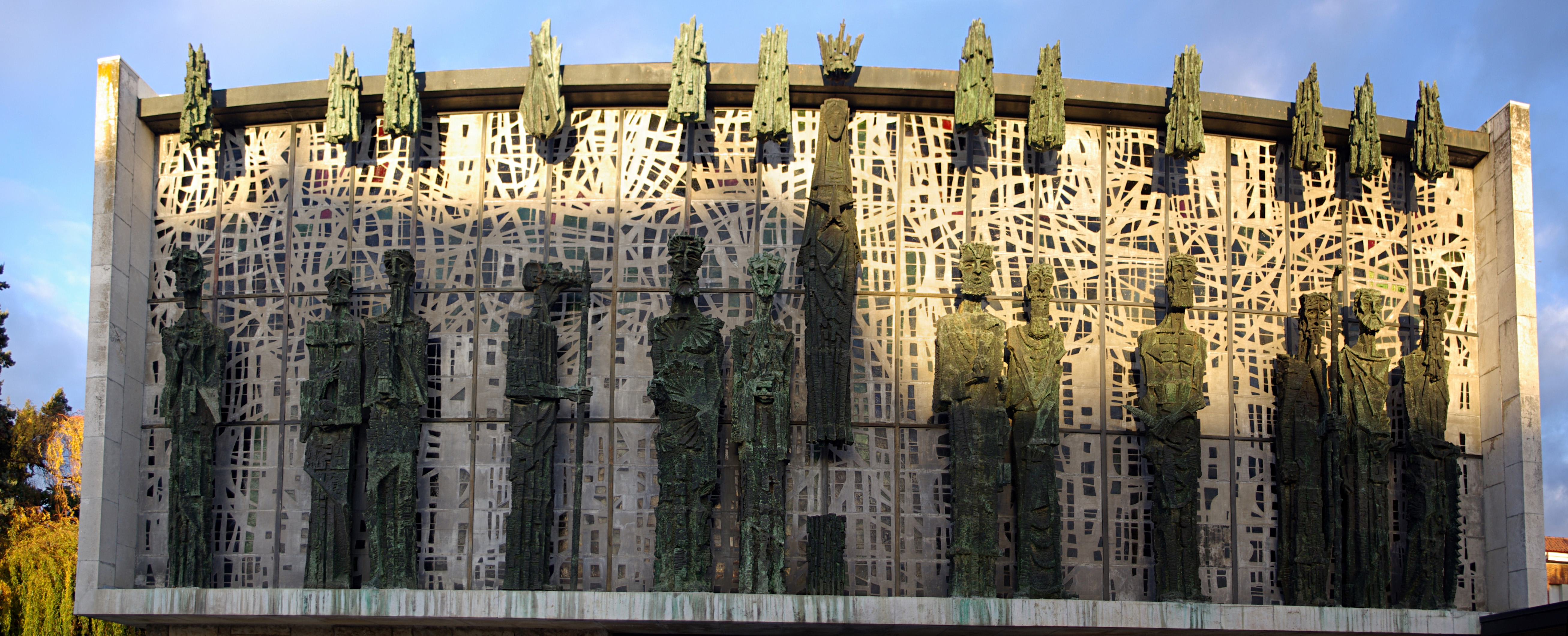
Façana de la basílica amb les estàtues dels Apòstols, de Subirachs.

El 1957 Josep Maria Subirachs guanyà per concurs l'encàrrec de la decoració escultòrica del santuari de la Mare de Déu del Camí, la qual va culminar el 1961. Va ser una de les seves majors obres de joventut, i va començar el camí d'una llarga sèrie d'encàrrecs públics per mants ciutats espanyoles i de la resta del món. Aquesta obra va marcar la culminació de l'etapa expressionista de l'escultor, que més tard es va emmarcar en una més pura abstracció.
A la façana hi ha un gran fris amb tretze figures en bronze (la Mare de Déu i els dotze apòstols), de sis metres d'alçada. D'esquerra a dreta hi figuren: Sant Maties —que substitueix com apòstol Judes Iscariot—, amb una pedra en les mans, com que va ser lapidat, i una cicatriu al coll, al·ludint a la seva decapitació; Sant Felip, amb una creu —símbol del seu martiri— al pit, i uns peixos a la mà esquerra, en al·lusió al miracle de la multiplicació; Sant Mateu, que com evangelista té un llibre en les mans; Sant Tomàs, l'apòstol incrèdul, mira cap al cel, mentre que en la mà sosté una llança, símbol de la seva fe corroborada després de tocar les nafres de Crist; Jaume el Major apareix ple de petxines, símbol de la peregrinació, i amb la mà dreta assenyala el Camí de Sant Jaume; Sant Joan custodia el calze del Sant Sopar; al centre, Maria es mostra després de l'Assumpció i Coronació; Sant Pere ofereix amb les mans la benedicció papal, i figura amb les claus del cel, la gran creu invertida en la qual fou crucificat i l'orella que tallà al servent del summe sacerdot a l'hort de Getsemaní; Sant Andreu adopta amb els braços la forma d'una creu en aspa, exemplificant el seu martiri; Sant Bartomeu presenta en les mans un ganivet, perquè va ser escorxat; Jaume el Menor, que va ser bisbe de Jerusalem, mostra els atributs de la seva dignitat: mitra, bàcul i anell; sant Judes Tadeu mostra en la mà dreta la destral de la seva decapitació i en l'esquerra una carta canònica; en darrer lloc, Sant Simó apareix recolzat sobre una serra, instrument del seu martiri. Sobre aquestes figures apareixen unes llengües de foc, que simbolitzen la Pentecosta.
Altre element destacat en l'obra subiraquiana a Lleó són les portes de bronze: la principal amida tres metres d'alt per cinc d'ample, i s'hi representen els misteris de Goig de la Mare de Déu (Anunciació, Visitació, Naixement de Jesús, Presentació al Temple i Jesús davant dels Doctors de la Llei), juntament amb referències a l'Antic i Nou Testament i la frase Ora pro nobis gravada insistentment en tota la superfície de la porta; la porta de Sant Froilà (façana sud) està dedicada al patró de la diòcesi de Lleó, i conté escenes de la seva vida, juntament amb la planta de la Catedral de Lleó; la porta del Pastor és al lateral dret, i dona accés al Cambrí de la Mare de Déu, i s'hi representa l'aparició de la Mare de Déu del Camí al pastor Alvar Simón Fernández, així com una inscripció que relata la llegenda; i la porta de Sant Pau, a la part nord, dedicada a l'apòstol que predicà als gentils, en un ullet al mecenes del santuari, Pablo Díez, amb l'efígie del sant, que sosté una espasa i un llibre, i una cita de la Primera carta als Corintis (1Co, 13:1).

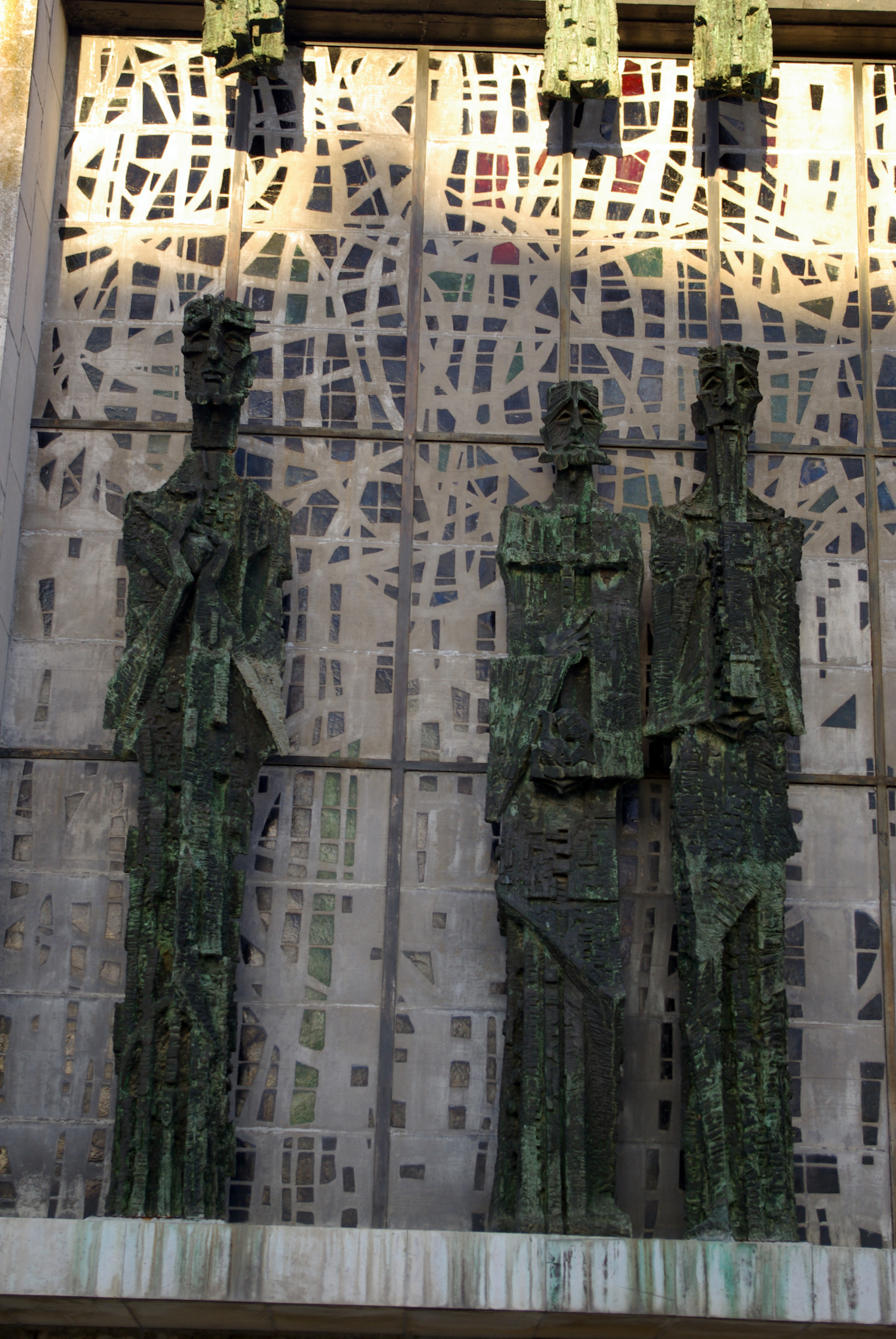
Els apòstols Maties, Felip i Mateu.
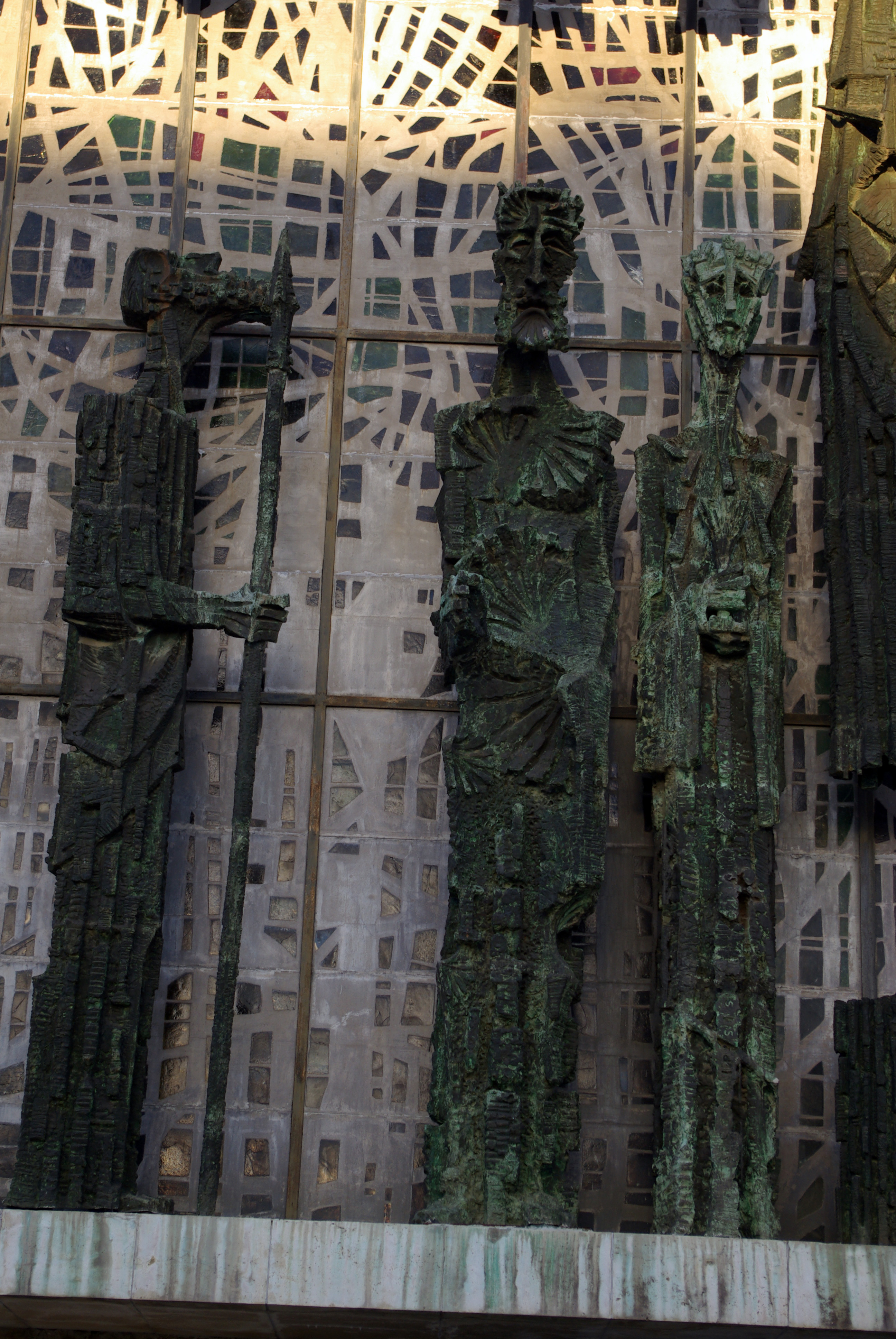
Tomàs, Jaume el Major i Joan.
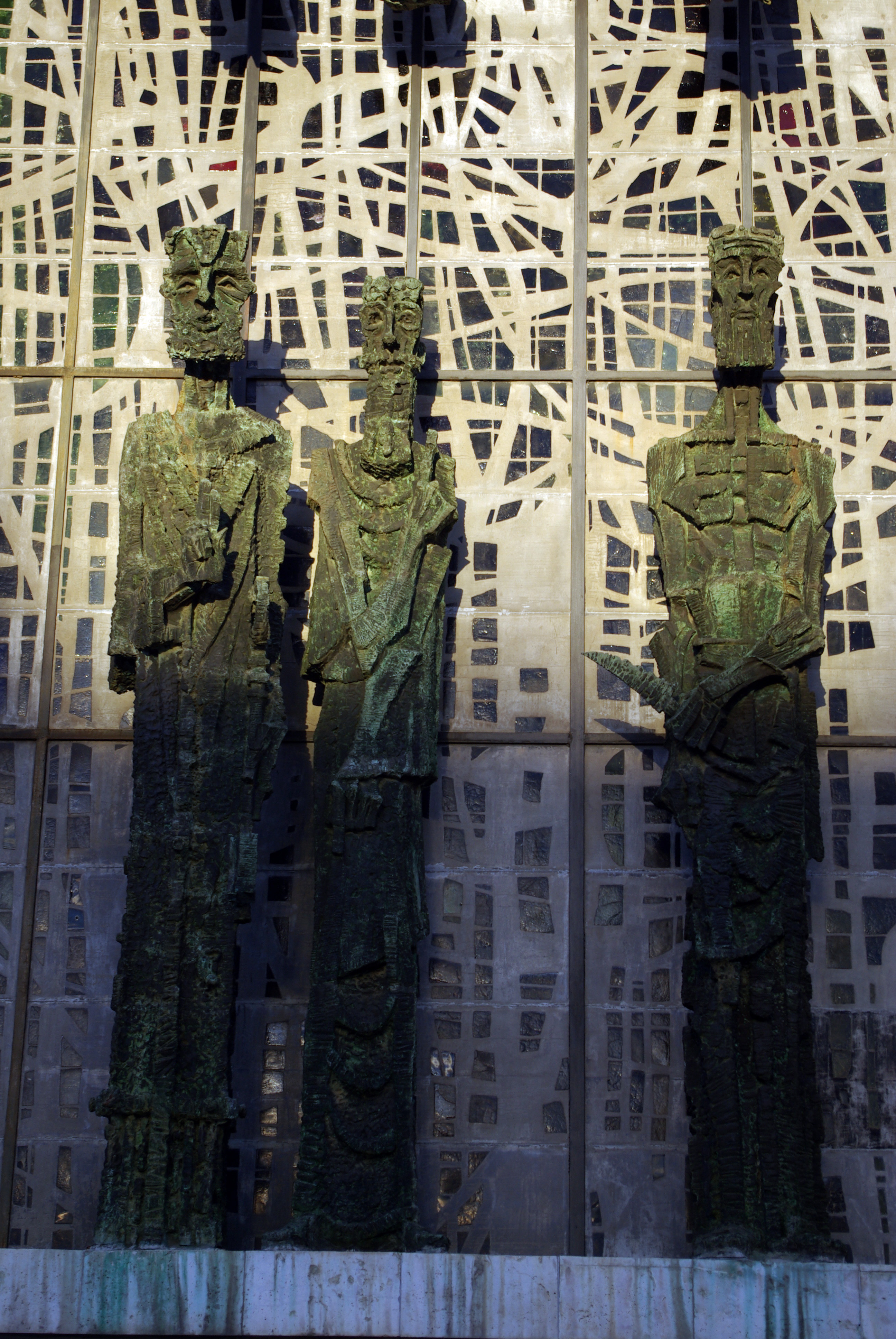
Pere, Andreu i Bartomeu.
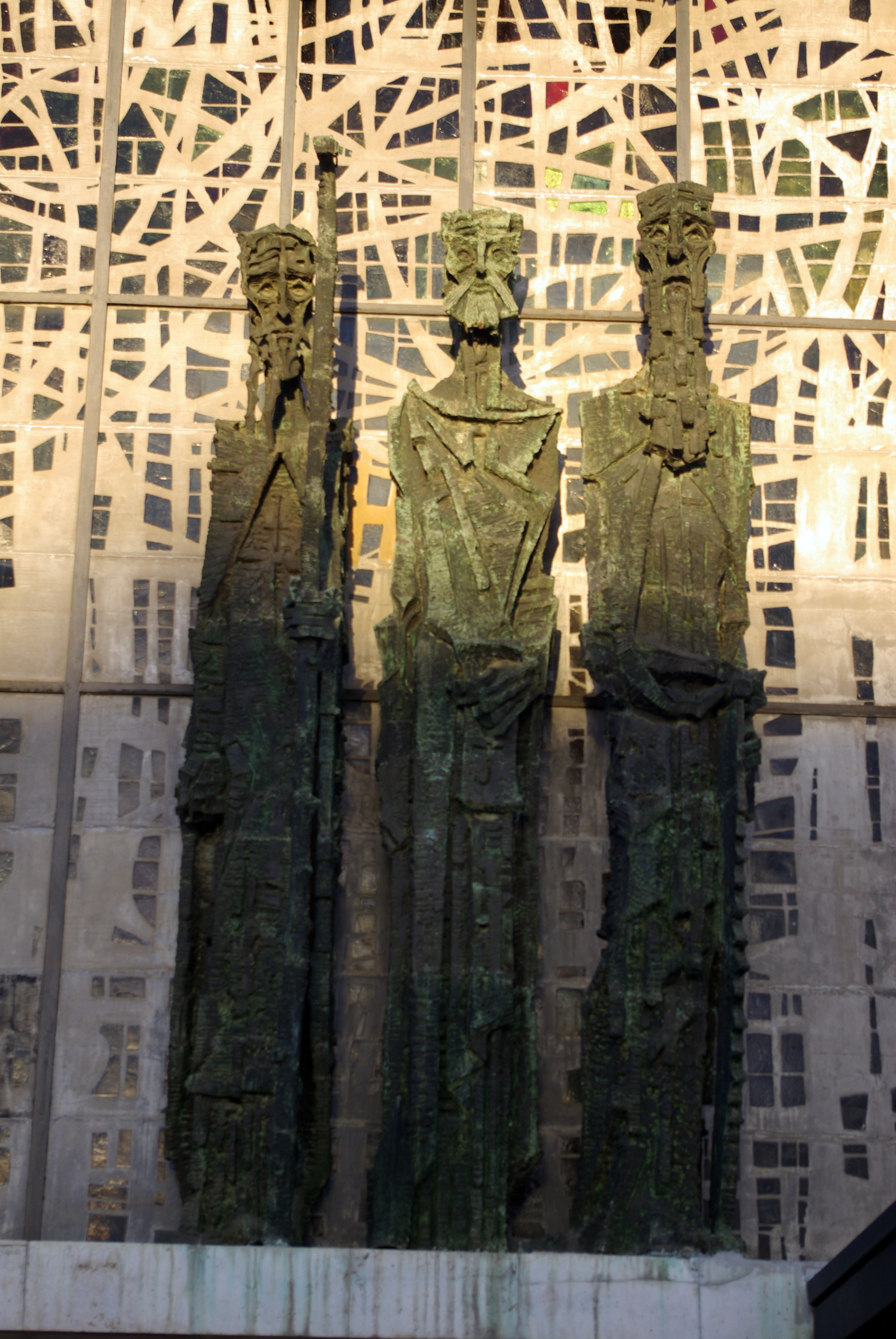
Jaume el Menor, Judes Tadeu i Simó.